# Estadi Milton de Souza Corrêa
L'Estadi Milton de Souza Corrêa és un recinte esportiu situat a Macapá, capital de l'estat d'Amapá, construït l'any 1990. És utilitzat per a acollir partits de futbol i concerts.
També se'l coneix com Zerão (traduïble al català com 'zerot'), nom sorgit pel fet de què es va construir de tal manera que la línia de mig camp coincidís amb la línia de l'equador, de tal manera que el camp d'atac i el de defensa se situessin en hemisferis diferents. A causa de la imprecisió del Sistema Geodèsic Brasiler (SGB) a finals dels anys vuitanta —quan l'estadi va ser planejat—, hi ha una disparitat entre el traçat de la línia i la que estableix l'estàndard universal WGS84.

## Història
El Zerão va ser fundat el 1990, però fins al maig de 1994 l'estadi no va ser batejat. El primer nom que va rebre va ser del tricampió mundial de Fórmula 1, Ayrton Senna. No obstant això, mesos després va rebre el nom de Milton de Souza Correa, en homenatge a l'exdirigent del Consell Regional d'Esports, que va morir el 18 d'agost en un accident de trànsit.
El primer gol oficial marcat a l'estadi va ser anotat per l'atacant Miranda, en el partit Independente EC - Trem DC (1-0), corresponent al Torneig de l'Amazònia. El mateix dia, un combinat de futbolistes d'Amapá va jugar un amistós contra la selecció brasilera de veterans, amb la presència de Zico i altres futbolistes de la seva generació.

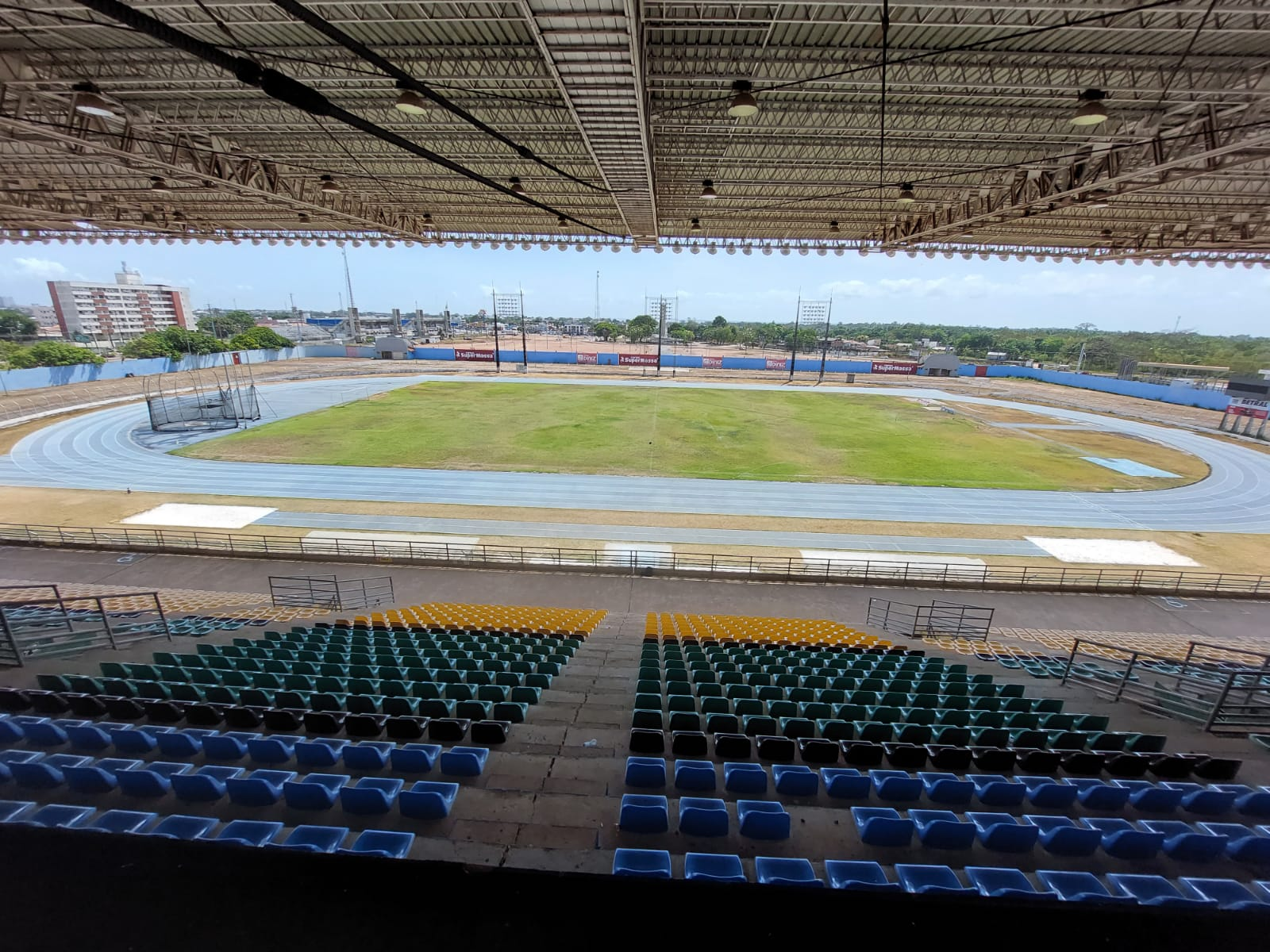
L'estadi va ser modificat el 2015, afegint-hi una pista d'atletisme.

L'any 2005 l'estadi va tancar per reformar les graderies. Després d'un llarg període abandonat, va reobrir el 15 de febrer de 2014. S'hi va celebrar una gran festa, amb la presència de jugadors d'equips locals, dels veterans de Rio de Janeiro i la selecció olímpica brasilera.
El 2015, després d'una nova reestructuració, el recinte va ser transformat en complex olímpic, amb pista d'atletisme i àrees de salts i llançaments. La inauguració va comptar amb la presència de Zico.